# Кац, Яков Иудович
Яков Иудович Кац (6 мая 1868, Елисаветград—?) — российский медик, доктор медицины.
Учился во 2-й харьковской гимназии, Императорском Харьковском университете, Императорской медко-хирургической академии. Работал медиком при Санкт-Петербургском родовспомогательном отделении, Александринской женской клинике, ст. ординатор при 2-м иркутском военном госпитале во время Русско-японской кампании 1904-05 гг. Работал в Санкт-Петербургской городской санитарной комиссии. Печатался в Практической медицине, Врачебной газете, Военно-медицинском журнале, Враче и других изданиях. Переводил с немецкого языка ряд работ по теме медицина по вопросам терапии болезней носа и горла (S. Rabow, M. Bresgan, M. Schmidt и др.). Автор статей в «Реальной энциклопедии медицинских наук» А. Эйленбурга.